# 6664 Tennyo
6664 Tennyo (1993 CK) là một tiểu hành tinh vành đai chính được phát hiện ngày 14 tháng 2 năm 1993 bởi T. Kobayashi ở Oizumi.